# Ophiactis brachyaspis
Ophiactis brachyaspis är en ormstjärneart som beskrevs av Hubert Lyman Clark 1911. Ophiactis brachyaspis ingår i släktet Ophiactis och familjen bandormstjärnor. Inga underarter finns listade i Catalogue of Life.